# Намембо, Юпитер
Юпитер Намембо (англ. Jupiter Namembo; род. 23 января 1983) — замбийский шоссейный велогонщик.

## Карьера
В 2007 году принял участие на Всеафриканских играх проходивших в городе Алжир (Алжир) и Чемпионате мира «В».
Был участником чемпионатов Африки 2009 и 2010 года. В 2010 году завоевал 3-е место на чемпионате Замбии в индивидуальной гонке. Стартовал на Амашова Дурбан Классик в рамках Африканского тура UCI.
В 2009 году выступал за континентальную команду MTN Cycling.

## Достижения
2010
3-й Чемпионат Замбии — индивидуальная гонка

## Рейтинги
| Год                 | 2010  |
| ------------------- | ----- |
| Африканский тур UCI | 148-й |
|                     |       |
| Источник: UCI       |       |